# Pál Gábor Engelmann
Pál Gábor Engelmann (auch Paul Engelmann; * 1854 in Pest; † 9. Dezember 1916 in Budapest) war eine Persönlichkeit der ungarischen Arbeiterbewegung, sowie Gründer und Leiter der Sozialdemokratischen Partei Ungarns (Magyarországi Szociáldemokrata Párt; MSZDP).

## Leben
Engelmann, von Beruf Klempner, trat 1884 der Allgemeinen Arbeiterpartei (Általános Munkáspárt) bei, deren revolutionären Flügel er leitete. 1889 wurde er schließlich Leiter der Arbeiterpartei. Auf sein Betreiben hin wurde am 7. Dezember 1890 die MSZDP gegründet. Bei seinen Bestrebungen wurde Engelmann von Friedrich Engels unterstützt, mit dem er im Briefverkehr stand.
Unter dem Druck der Opportunisten wurde Engelmann jedoch im Januar 1893 aus der MSZDP ausgeschlossen. Im Januar 1894 gründete er deshalb die Sozialdemokratische Arbeiterpartei Ungarns (Magyarországi Szociáldemokrata Munkáspárt), die sich jedoch bereits im Mai 1894 wieder mit der MSZDP vereinigte. Zu Beginn des 20. Jahrhunderts gehörte Engelmann zum linken Flügel der MSZDP. Später, besonders nach 1905, näherte er sich jedoch immer mehr den Positionen des bürgerlichen Radikalismus an.